# Итагаки Тайсукэ
Итагаки Тайсукэ (яп. 板垣 退助, 21 мая 1837 — 16 июля 1919) — граф, японский политический, государственный и военный деятель.
Получил военное образование и в войне 1868 года был главнокомандующим императорской армии. В 1874 году, вместе со своими политическими сторонниками, подал меморандум в Са-ин, то есть собрание нотаблей, в котором указывал на необходимость учреждения избранного народом парламента.
Затем Итагаки Тайсуке основал Айкоку-ся (патриотическое общество), которое в 1881 получило наименование Дзию-то (либеральная партия) и включало в себя крайних радикалов Японии. В 1882 году на жизнь Итагаки было совершено покушение, но он скоро оправился от раны и уехал в Европу. Нападение не сломило его самурайский дух: в историю вошло его высказывание «Итагаки может умереть, но свобода никогда!»
После возвращении в Японию он остался в стороне от политики. Несмотря на постоянную оппозицию, в 1885 году император дал ему графский титул за участие в войне 1868 года. Созданная им партия в 1890 году объединилась с другими либеральными группами в так называемую Риккэндзию-то, в программу которой входило: пересмотр договоров, отмена консульской юрисдикции и привилегий иностранцев, понижение поземельной аренды, ограничение издержек на управление и полная свобода печати и сходок. С 1900 отошёл от политической деятельности.

## Молодые годы
Итагаки Тайсукэ родился 21 мая 1837 года в поселении Накадзима в княжестве Тоса, в семье самураев. Его отец Инуи Масанори был гвардейцем даймё и имел ежегодный доход в 220 коку. 1860 года, после смерти отца, Тайсукэ унаследовал гвардейский пост.
В начале 1861 года Тайсукэ стал заведующим кладовых. В ноябре того же года, благодаря поддержке Ямаути Тоёсигэ, его назначили заместителем правителя Тоса в Эдо. В конце того же года молодой администратор занял должность тайного слуги властителя, а в 1862 году — должность его частного советника.
В юности Тайсуке был сторонником радикальной идеи изгнания иностранцев из Японии, однако со временем изменил свою позицию на умеренную. Он находился в конфронтации с радикальной «Партией монархистов» под руководством Такэты Дзуйдзана. В 1865 году, вместе с Гото Сёдзиро, Тайсукэ исполнял обязанности старшего следователя на судебном процессе над этой партией. После суда её руководителей подвергли пыткам и казнили.
В июне 1867 года, возвращаясь домой в Эдо через Киото, Тайсукэ познакомился с Сайго Такамори благодаря посредничеству Накаоки Синтаро. Он заключил тайный договор между княжествами Сацума и Тоса о свержении сёгуната Токугава. Вернувшись в Тосу, 30-летний политик начал подготовку к вооруженному выступлению.

### Реставрация Мэйдзи
После провозглашения ликвидации сёгуната и реставрации Мэйдзи в январе 1868 года в Японии вспыхнула гражданская война, в которой Тайсукэ выступил на стороне нового императорского правительства. Он сформировал «молниеносный отряд» из тысячи самураев княжества Тоса и отправился в Киото для поддержки монархии. На своём пути «молниеносные» разбили силы сторонников восстановления сёгуната — войска княжеств Каваноэ, Маругамэ, Такамацу и многих других, и в начале февраля прибыли в японскую столицу. В Киото правительство назначило Тайсукэ главным генералом передового фронта в регионе Тосандо, поручив ему военные отряды, состоявшие из около 600 проправительственных княжеств. Именно в этот период генерал изменил своё родовое имя Инуи Иносукэ на Итагаки Тайсукэ. К декабрю 1868 года он покорил Огаки, провинцию Синано, княжества Кофу, Хатиодзи, Уцуномия и Айдзу.
В 1869 году Тайсукэ принял участие в административной реформе, с целью ликвидацию автономии княжеств и централизации страны. В 1871 году за заслуги его назначили на должность императорского советника. В 1873 году, вместе с Сайго Такамори, Тайсукэ настаивал на необходимости завоевания Кореи. Однако его группа потерпела поражение во время правительственных дебатов, в связи с чем он сложил с себя полномочия советника и ушёл в отставку.

### Общественный деятель
С 1874 года Тайсукэ возглавил общественное «Движение за свободу и народные права», которое требовало демократизации страны. В январе того же года он вместе с Гото Сёдзиро основал Общественную партию патриотов и подал правительству петицию с требованием созыва всенародного парламента. В марте 1875 года Тайсукэ снова занял пост императорского советника, но из-за расхождения во взглядах с другими чиновниками вышел из состава правительства в октябре того же года. После этого он полностью посвятил себя участию в движении за свободу и народные права.
В октябре 1881 года Тайсукэ стал одним из основателей и лидеров Либеральной партии Японии. В апреле 1882 года во время прогулки в Гифу на него было совершено покушение. Раненый Тайсукэ обратился к преступнику со словами, которые стали крылатым выражением в Японии: «Можешь убить меня, но свобода — бессмертна!».
С ноября 1882 года по июнь 1883 года Тайсукэ путешествовал по странам Европы и США. По возвращении в Японию, он стал сторонником роспуска Либеральной партии и, после совещания с её руководством 1884 года, принял участие в её ликвидации. В мае 1887 года за заслуги перед троном Император предоставил Тайсукэ титул графа и приравнял к кадзоку. Тот трижды отказывался от титула, но в конце концов в июле согласился принять его при условии, что титул не будет передаваться его потомкам по наследству. С августа того же года Тайсукэ разработал и подал императору свои проекты об учреждении парламента, внедрении свободы слова и системы наращивания мощности военно-морского флота, пересмотре неравноправных договоров с иностранными государствами т. д. После этого он оставил Токио, переехав на родину в Коти.
В марте 1889 года, в общественном движении «Большое единство», возглавляемом Гото Сёдзиро, произошел раскол между сторонниками сотрудничества с правительством Курода Кийотаки и его непримиримыми оппонентами. По просьбе Гото, Тайсукэ прибыл в Токио и в мае 1890 года решил реорганизовать движение на базе Общественной партии патриотов. В сентябре того же года он объединил эту партию с остатками Либеральной партии и клубом «Большое единство», и образовал Конституционно-либеральную партию. Она выступала с острой критикой правительства, требовала установления системы выходных дней и сокращения расходов на правительственную администрацию. Однако в феврале 1891 года, на первом съезде партии, Тайсукэ узнал, что её делегаты от Тосы подкуплены правительством и, чувствуя свою ответственность за это, оставил свой партийный билет. Через месяц он вернулся к руководству Конституционно-либеральной партии и был избран её председателем.
В 1895 году Тайсукэ начал переговоры с правительством Ито Хиробуми и в апреле 1896 года вошёл в его состав, заняв пост министра внутренних дел. Однако уже в сентябре того же года он оставил должность и сосредоточился на партийной деятельности. В июне 1898 года Тайсукэ повторно занял пост министра внутренних дел в правительстве Конституционной партии, но в октябре внезапно ушёл в отставку. Впоследствии он перестал заниматься политикой и занялся социальными проблемами. В 1904 году Тайсукэ организовал «Общество улучшения обычаев», которое издавало журнал «Дружба и любовь» (яп. 友愛), а в 1907 году опубликовал свою работу «Титул на одно поколение» (яп. 一代華族論), в котором призвал прекратить практику наследования титулов и должностей для сословия кадзоку.
16 июля 1919 года 83-летний Итагаки Тайсукэ скончался в Токио.